# YASU
YASU（やす、本名：久保田 泰弘（くぼた やすひろ）、1960年1月9日 - ）は、北海道で活動する男性歌手、メディア・パーソナリティ、ローカルタレント。群馬県・伊勢崎市出身。血液型A型。個人事務所「Y's works」所属。

## 来歴・人物
高校時代からバンド活動を始め、法政大学法学部法律学科卒業後「ストリート・ダンサー」ヴォーカルを担当。1980年代後半から「及出 泰」（おいで やす）の芸名で札幌・名古屋・京都のラジオ番組に出演。その後、1995年に北海道札幌市へ移住。HBCラジオ『横丁ラジオ』のレポーターを経て、1996年から『カーナビラジオ午後一番!』のメインパーソナリティを担当。セイコーマートのCMソング及び出演をはじめテレビ・ラジオ、各地のイベントなどで幅広く活動している。
横浜銀蝿リーダー・嵐に才能を見出され、嵐の事務所（現・嵐レコード）に所属する。花王洗濯用洗剤「アタック」CMや、「ザブ」CMの「頑固な汚れにザーブ!」といったCMソングを担当した。「ストリート・ダンサー」としてはデビュー曲「サイテー男にご用心」は「スズキ・スクーター『Hi』」のCMソング、「だから帰らない」は『ねるとん紅鯨団』のエンディングテーマとなった。またソロとして、アニメ『クッキングパパ』のオープニングテーマの『ハッピー2ダンス』も歌っている（2012年10月5日放送の『カーナビラジオ午後一番!』で作者・うえやまとちと初めて会ったという）。また、ビートルズをこよなく愛し、2004年に大学時代の音楽仲間など同年代を中心としたメンバーで「ブラック・ビートルズ」というバンドを結成、現在も活動している。
声優としての活動もあり、2003年にディズニーの長編アニメーション映画『ファインディング・ニモ』で声優デビュー。その際に自身が出演したHBCテレビの深夜番組『もくなび』にて密着取材を敢行し、監督のアンドリュー・スタントンにインタビューを行った。2004年には長編アニメーション映画『Mr.インクレディブル』にも出演し、録音会場に「Mr.インクレディブル」のコスプレで登場しアフレコし、雑誌にも取り上げられた。
2019年、北海道の民放5局とNHK札幌放送局による共同キャンペーン『One Hokkaido Project』のキャンペーンソングに参加。
2024年6月11日、バラエティー番組『ラヴィット!』（TBSテレビ）に生出演し、初めてテレビで「ハッピー2ダンス」をフル歌唱披露した。当日はレギュラーのラジオ番組を休んでの参加だった。続けて同年12月27日、『ゴールデンラヴィット!』に再び生出演を果たした。

## 主な作品
- 渚のCCC（関西テレビ『上海紅鯨団が行く』テーマソング）
- だから帰らない（ストリート・ダンサー、関西テレビ『ねるとん紅鯨団』エンディング）
- 朝までBe with You（だから帰らない・B面）
- サイテー男にご用心（スズキ・スクーター「Hi」CFソング）
- 一瞬一秒の君（テレビユー山形ステーションソング）、現在はリニューアル版で放送されている。
- 身のほど知らずの恋
- あぶないセンセーション
- ハッピー2ダンス（YASU、ABCテレビ『クッキングパパ』オープニング）
- 勇気のファイター（YASU、OVA『うしおととら』オープニング）
- Which is?（YASU）
- ラジオは魔法の周波数、桜色のペンキ、照れくさいけどBe With You（『カーナビRadio午後一番!』内で制作された番組オリジナルソング。作詞、作曲も担当）
- セイコーマート - イメージソング
- 私たちの道（One Hokkaido Project参加作品） - 「One Hokkaido Project」名義

## 主な出演

### テレビ
現在
なし
過去
- よるなび（北海道放送）
- もくなび（北海道放送）
- カーナビTVプラス　おじ3（北海道放送）
- 朝までメロン（北海道放送）
- おはようキャンディー（テレビ北海道）
- えき☆スタLIVE＠noon（北海道文化放送）
- YASUのえき☆スタ@noon（北海道文化放送）
- ビーラック!+[Plus]（北海道文化放送）
- SUPER WEEKEND LIVE 土曜深夜族・トンガリ編（TBSテレビ）
  - 平成名物TV・トンガリ編（TBSテレビ）
- 冗談画報（「ストリート・ダンサー」として）（フジテレビ）
- ニンゲン観察バラエティ モニタリング（2022年6月2日、TBSテレビ）
- ラヴィット!（2024年6月11日「クッキングパパ」テーマ曲歌唱のためのサプライズゲストとして[6]）（TBSテレビ）
  - ゴールデンラヴィット!（2024年12月27日、TBSテレビ）

### ラジオ
現在
- カーナビラジオ午後一番!（HBCラジオ）

過去
- カーナビラジオ 夕刊YASU（HBCラジオ）
- YASUのスーパー・ナビ2・ラジオ塾（HBCラジオ）
- 横丁ラジオ（HBCラジオ）
- 真夜中らじお組（HBCラジオ）
- The Moment That Refreshes STUDIO "C2-SQUARE!"（HBCラジオ）
- 夢いろ土曜日 及出泰・今週のランキング（HBCラジオ、ベストテンほっかいどうの週間ランキングを発表）
- YASUのぽっぷん王国ミュージックスタジアム（HBCラジオ、金曜日のみ）
- タテノリライブパーティー（HBCラジオ）
- バラカルト YASUのブートレッグナイト-子供は早く寝なさい-（HBCラジオ）
- とびっきりNiGHT（東海ラジオ）
- 及出泰のおいでやす（東海ラジオ）[1]
- 青春トンガリ塾（TBSラジオ）
- 週刊SEE!SEE!SEE!（青森放送）
- どーんと日曜大行進（ジングル作成）（青森放送）

### テレビCM
- サッポロクラシック（サッポロビール）
- セイコーマート（CMソングも担当）
- 学校法人創研学園・看予備（一時、田村美香とも共演）
- 北のダイニング 祭祭 （さいさい） - 札幌市すすきのにある居酒屋
- 上記の他に国際証券「利子（としこ）さん」などのCMソングを担当（冗談画報より）
- 東洋水産 マルちゃん正麺 「ガリバタ肉野菜正麺　北海道篇」[7]2021年（HBCのみ放送。ラジオのナレーションは山根が担当）

### ラジオCM
- 池田食品（豆菓子などを販売する札幌の菓子メーカー、2008年の節分豆のラジオCMに出演）
- 伊藤建業（釧路市の建築会社、2009年秋よりHBCラジオの帯広・釧路局エリア限定のローカルラジオCMに出演）
- すけみつ株式会社（札幌市にあるリフォーム会社2020年から2022年までカーナビラジオ午後一番!の1時台のHBCニュース、道路情報、天気予報の後、CMに出演）

### 映画
- ファインディング・ニモ（ディズニー / ピクサー） - メカジキ 役
- Mr.インクレディブル（ディズニー / ピクサー） - ボブの弁護士 役

### MV
- 私たちの道 - One Hokkaido Project（参加作品、2019年）[8]